# Pastoraat
Met het begrip pastoraat wordt aangegeven dat iemand geestelijke verzorging krijgt. Degene die dit verleent wordt wel pastor genoemd. Van oudsher is het begrip gekoppeld aan christelijke geestelijke verzorging, die door een geestelijke wordt uitgevoerd. Vaak is dit een pastoor, dominee of voorganger maar ook andere kerkleden (al dan niet met een speciale functie op dit terrein) kunnen deze taak vervullen. Pastoraat wordt echter ook aangetroffen op plaatsen waar het slechts zijdelings met kerkelijk leven te maken heeft, zoals in studenten- of stadspastoraat. Verder bestaat er gevangenispastoraat en ziekenhuispastoraat. In de 20e eeuw bestond er ook industriepastoraat. Een bijzondere vorm van pastoraat is het bevrijdingspastoraat, waarin mensen van demonische gebonden- en bezetenheid worden bevrijd, in de Rooms-Katholieke Kerk aangeduid als exorcisme.
Een andere term voor pastoraat is herderlijke zorg; een pastor wordt dienovereenkomstig als herder aangeduid. Het Latijnse woord pastor betekent dan ook herder. In katholieke kringen heeft men het ook wel over zielzorg of het pastoraal. In de Bijbel wordt dit weergegeven als het vermogen om bijstand te verlenen, een van de functies die in de kerk behoren te worden uitgeoefend.
Een seculiere vorm van geestelijke verzorging wordt aangeboden door humanistische geestelijk verzorgers. Humanistische geestelijke verzorging is een van de diensten die het Humanistisch Verbond sinds zijn oprichting in 1946 aanbiedt.
De wetenschappelijke doordenking van het pastoraat op een (theologische) universiteit heet vaak poimeniek en behoort tot het vakgebied van de praktische theologie of diaconiologische vakken.